# Langon (Tahunan)
Langon is een bestuurslaag in het regentschap Jepara van de provincie Midden-Java, Indonesië. Langon telt 6121 inwoners (volkstelling 2010).